# Yamada Masamichi
Masamichi Yamada (sinh ngày 7 tháng 4 năm 1981) là một cầu thủ bóng đá người Nhật Bản.

## Sự nghiệp câu lạc bộ
Masamichi Yamada đã từng chơi cho Kyoto Purple Sanga, Arte Takasaki và FC Gifu.